# Roberto Rivelino
Roberto Rivelino (n. 1 ianuarie 1946) este un fost jucător brazilian de fotbal. Fiul unor imigranți italieni din Macchiagodena (Isernia) a fost faimos pentru șutul foarte puternic cu piciorul stâng, loviturile libere de la distanță foarte bine executate, pasele lungi excelente, un fel distinct de a purta mingea și o mustață foarte mare. El a inventat și o schemă nouă numită „Elastico”, copiată astăzi de Ronaldinho, Zlatan Ibrahimovic, Marcus Darnemo și Cristiano Ronaldo mai recent. Este considerat unul dintre cei mai grațioși fotbaliști din istorie și al patrulea brazilian ca valoare după  Pelé, Zico și Garrincha și, de altfel, unul dintre cei mai buni mijlocași din lume. După mulți experți din lumea fotbalului, el este considerat cel mai bun fotbalist din istoria lui Corinthians și Fluminense.